# Большое Колесово
Большо́е Ко́лесово — село в Кабанском районе Бурятии. Административный центр сельского поселения «Колесовское».

## География
Расположено в Кударинской степи, на левобережье реки Селенги, по западной стороне 17-го километра автодороги Береговая — Кабанск — Посольское, в 9,5 км к северо-западу от районного центра — села Кабанска.

## Население
| 2002 | 2010 |
| ---- | ---- |
| 763  | ↘668 |